# Шранки
Шранки (пол. Szranki) — польский дворянский герб.

## Описание
Описание герба в «Сборнике дипломных гербов Польского Дворянства» (РГИА. Ф.1411. Оп.1. Д.440. Л.55):
В лазуревом щите три золотых шлема (2 и 1) с опущенными забралами, украшенных каждый тремя серебряными страусовыми перьями. Серебряная глава щита усеяна черными копейными оконечностями в два ряда в пояс. Щит увенчан Дворянским коронованным шлемом. Нашлемник: правая рука в серебряных латах, держащая серебряный же с золотою рукоятью меч. Без намёта. Щитодержатели: два серебряных грифа с червлеными глазами и языками и черными крыльями. Девиз «LIBENTI ANIMO BENE FAC» золотыми буквами на серебряной ленте.

## Герб используют
Людвиг Видаль, г. Шранки, начальника отдела иностранной переписки в Польском банке жалован дипломом на потомственное дворянское достоинство Царства Польского 26.02.1846.